# Fairbanks North Star

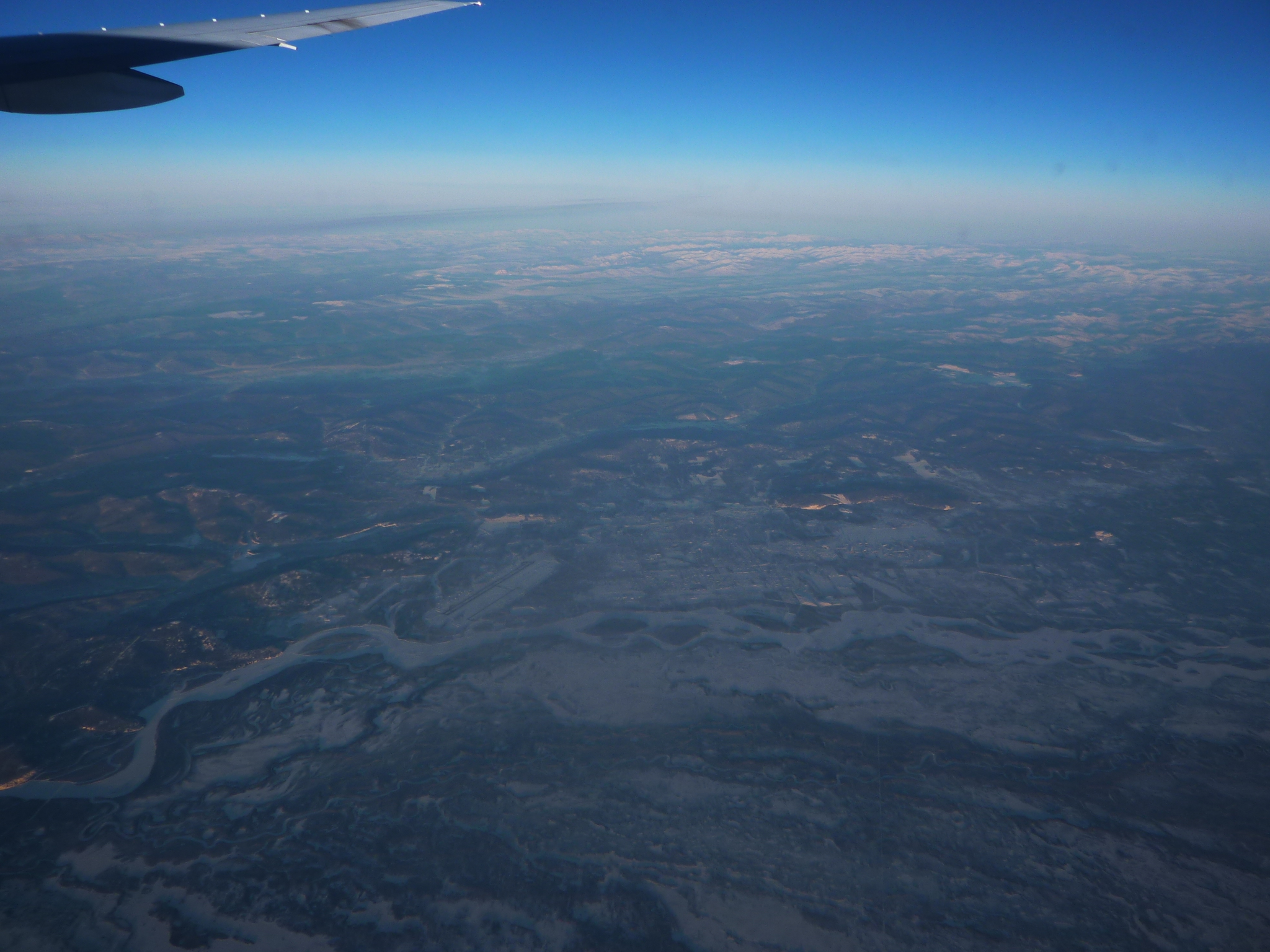
Luchtfoto van een deel van Fairbanks North Star

Fairbanks North Star is een district (borough) in Alaska. Het district heeft een oppervlakte van 19.280 km² en 82.840 inwoners. De hoofdstad is Fairbanks.
De volgende steden liggen in het district:
- College
- Eielson AFB
- Ester
- Fairbanks
- Fox
- Harding-Birch Lakes
- Moose Creek
- North Pole
- Pleasant Valley
- Salcha
- Two Rivers
- Fort Wainwright